# Alabama nella guerra di secessione americana

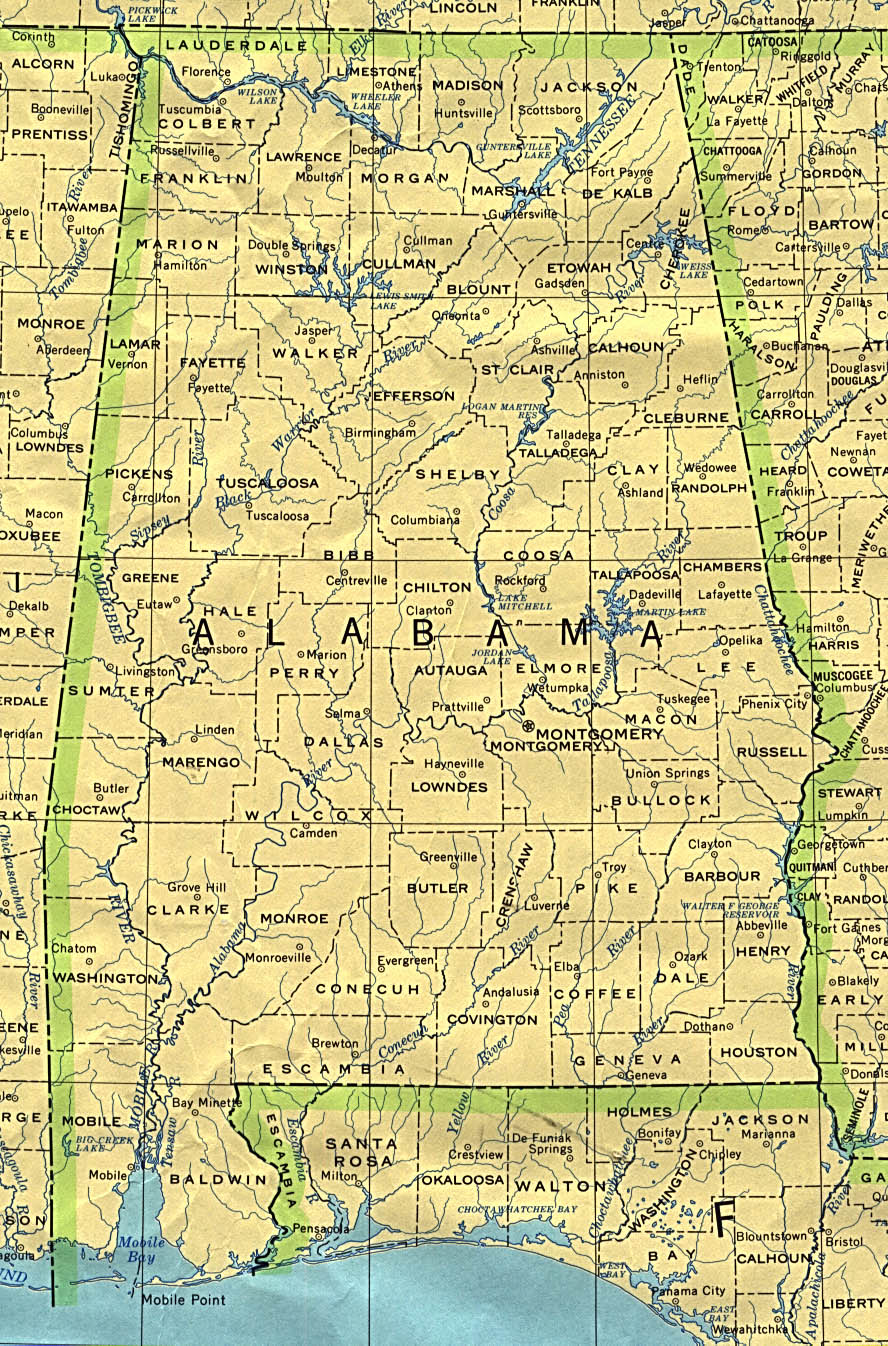
Mappa dell'Alabama.

Il ruolo dell'Alabama nella guerra di secessione americana fu significativo e in parte determinante.
La Costituzione dell'Alabama del 1861 garantì la cittadinanza ai cittadini statunitensi al momento residenti, proibì i dazi sull'importazione di merci straniere, pose dei limiti all'introduzione di un esercito permanente e si oppose all'emancipazione a livello nazionale, pur sollecitando la protezione degli schiavi afroamericani tramite il procedimento giudiziario composto da un grand jury ed infine riservandosi il potere di regolamentare ulteriormente o vietare il commercio estero di schiavi. La convention per la secessione, tenutasi a Montgomery da gennaio a marzo 1861, esortò tutti gli Stati federati ove proseguiva la pratica dello schiavismo a ritirarsi dagli Stati Uniti d'America, anche se all'inizio solamente sette Stati del profondo Sud risposero all'appello, formando così gli Stati Confederati d'America, mentre la maggior parte di loro tentò di rimanere nell'Unione, proponendo un accordo di compromesso per rendere permanente la schiavitù in tutti gli Stati in cui ancora esisteva legalmente e quindi facendo approvare l'emendamento Corwin, controfirmato dall'uscente presidente James Buchanan ma che non fu mai ratificato.
Ancor prima della secessione ufficiale il governatore dell'Alabama, Andrew Barry Moore, nel gennaio del 1861 sfidò il governo federale occupando con la milizia statale le due fortezze militari posizionate sulla costa del Golfo (Fort Morgan e Fort Gaines) oltre all'arsenale presente a Mount Vernon, con l'intento di distribuirne le armi in Alabama. La cattura dei due forti, avvenuta senza violenze, precedette di tre mesi il bombardamento di Fort Sumter del 12 aprile.
L'Alabama era politicamente divisa, con la secessione che ricevette il 61% dei voti alla convention; la minoranza unionista era forte soprattutto nel nord dell'Alabama; entrambi gli eserciti, quello confederato e quello dell'Unione, videro cittadini dell'Alabama nelle loro file; anche i problemi irrisolti relativi alla schiavitù contribuirono alle divisioni interne, negando il diritto all'emancipazione seppur proteggendo legalmente gli schiavi in processi con giuria, come per i cittadini liberi bianchi: la tratta atlantica degli schiavi africani venne scoraggiata con le ordinanze del 1861.
L'Alabama fornì un sostanziale contributo di truppe e comandanti, materiale militare, rifornimenti, cibo, cavalli e muli. Sulla costa meridionale gli scali portuali rimasero aperti (con blocchi navali operati dall'Unione, ma protetti da fortificazioni, mine galleggianti e serie di ostacoli) per circa quattro anni fino alla battaglia della baia di Mobile (agosto del 1864) e alla battaglia di Fort Blakely (aprile del 1865), quando Mobile venne costretta a cedere l'ultimo grande porto confederato.
Le pratiche belliche rimasero oggetto di controversia, con le mine terrestri posizionate a Fort Blakely che esplodevano contro le truppe unioniste anche dopo la conclusione della battaglia. Quasi immediatamente dopo la resa dei sudisti, si accusò che alcuni soldati secessionisti venissero fucilati per mano delle United States Colored Troops: ipotesi mai provate. Le prove disponibili indicherebbero che alcuni unionisti potrebbero aver aperto il fuoco contro confederati già arresisi, ma non si verificò mai una strage su larga scala.

## Secessione
A seguito delle elezioni presidenziali de 1860, che videro la vittoria di Abraham Lincoln, candidato del nuovo Partito Repubblicano anti-schiavista e dopo le precedenti dichiarazioni di secessione della Carolina del Sud, del Mississippi e della Florida, i delegati dell'Alabama votarono anch'essi il loro decreto di secessione l'11 gennaio 1861, unendosi agli altri Stati separatisti per formare una "repubblica schiavista", composta dagli "Stati della cintura del cotone").
La convention invitò i delegati degli altri 14 Stati allora schiavisti a riunirsi a Montgomery, che divenne pertanto il luogo di nascita della nuova confederazione e sua prima capitale; l'11 febbraio, alla presenza di sette Stati Uniti meridionali, l'ex senatore per il Mississippi, Jefferson Davis, assunse la carica di presidente degli Stati Confederati d'America.
Nel dicembre del 1860 Stephen F. Hale, responsabile dell'Alabama per i rapporti con il Kentucky, inviò una lettera al governatore del Kentucky Beriah Magoffin giustificando la scelta intrapresa; sostenne la sentenza sul caso Dred Scott contro Sandford emessa dalla Corte Taney (la restituzione degli schiavi ai legittimi proprietari), condannò i Repubblicani per la ostilità allo schiavismo e affermò che la secessione dell'Alabama - che avrebbe perpetuato la schiavitù - era l'unico modo per impedire che i potenziali liberti (definiti "africani civilizzati solo per metà") causassero una "guerra razziale" contro i bianchi (facendo riferimento al massacro di Haiti del 1804:
(Stephen F. Hale, lettera al governatore del Kentucky, dicembre 1860.)
Alla Convention di gennaio uno dei suoi membri affermò che la dichiarazione di secessione era motivata dalla schiavitù:
(G. T. Yelverton, parlando alla Convention secessionista dell'Alabama, (25 gennaio 1861).)
In un discorso pronunciato da Robert Hardy Smith si asserì che l'Alabama aveva proclamato la secessione sulla base della questione schiavista, definita "il litigio sui neri"; elogiò infine la nuova Costituzione confederata per le sue non-eufemistiche protezioni concesse ai propri cittadini sul diritto di possedere schiavi:
(Robert Hardy Smith, discorso ai cittadini dell'Alabama sulla legislazione e la Costituzione degli Stati Confederati d'America.)
L'ordinanza costituzionale numero 20, approvata il 28 gennaio, insistette che la progettata Confederazione si opponesse al "commercio degli schiavi africani" e che non accettasse di riaprire la questione.
([Decreto n. 12] Sezione 9)
Anche la stragrande maggioranza della carta stampata sostenne la secessione nell'intento di preservare la schiavitù. Secondo un quotidiano della capitale sudista la schiavitù era "una benevola istituzione religiosa" la quale permetteva di prendersi cura degli schiavi che avrebbero invece potuto morire in altre regioni.
Dopo aver proclamato la secessione, l'Alabama adottò una nuova Costituzione statale; in essa veniva proibita l'emancipazione da parte dello Stato stesso o "da qualsiasi altro paese", ma anche il potere di opporsi al commercio schiavista:

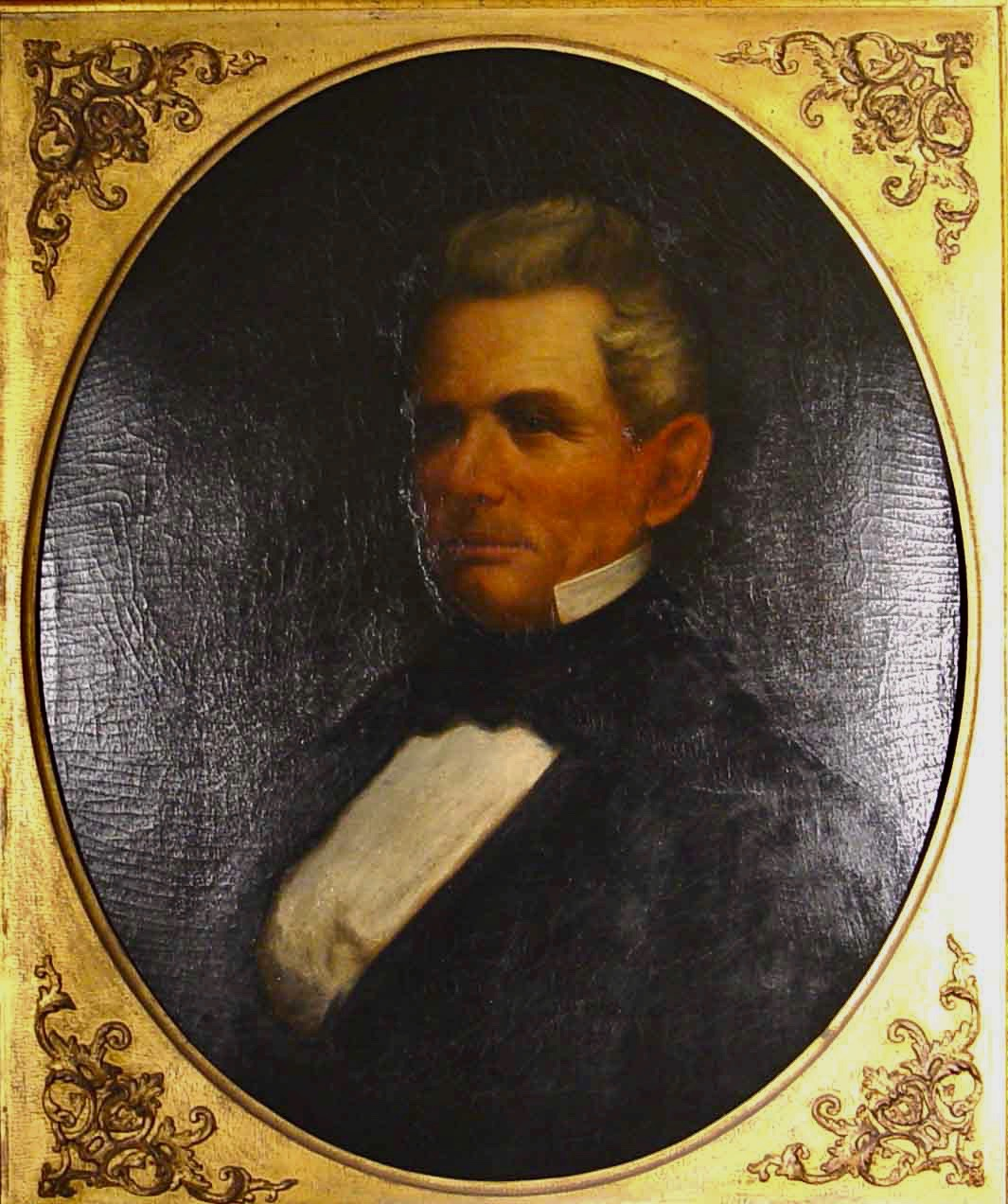
Ritratto del governatore dell'Alabama Andrew Barry Moore.

(Articolo IV, Sezione 1, Costituzione dello Stato di Alabama (1861).)

## Sforzo bellico
Il governatore dell'Alabama Andrew Barry Moore sostenne energicamente lo sforzo bellico confederato. Ancora prima dell'inizio delle ostilità nell'aprile del 1861 conquistò i forti americani sulla Costa del Golfo (Fort Morgan e Fort Gaines) e l'arsenale di Mount Vernon entro il mese di gennaio del 1861; inviò inoltre degli agenti per comprare fucili negli Stati Uniti d'America nord-orientali e perlustrò lo Stato per raccogliere le armi esistenti.
Nonostante la forte resistenza riscontrata nella parte settentrionale dello Stato, l'Alabama finì con il separarsi con un voto di 61 contro 39 per dare così vita agli Stati Confederati d'America. Nonostante ciò il deputato unionista Williamson Robert Winfield Cobb lavorò attivamente per poter giungere ad un compromesso; si candidò al primo congresso confederato ma rimase sconfitto (verrà successivamente eletto nel 1863 trascinato dall'ondata di sentimento pacifista accresciutosi per la crescente stanchezza nei riguardi della situazione bellica da parte della maggioranza dei cittadini).
La nuova nazione inizialmente spazzò via i più incerti e timorosi, fondando la propria capitale provvisoria a Montgomery e scegliendo il separatista Jefferson Davis in qualità di primo (e unico) presidente degli Stati Confederati d'America. Già a maggio il governo confederato si trasferì a Richmond, prima che iniziasse la stagione estiva malsana e subito dopo che anche la Virginia si era staccata nel mese di aprile.

### Difficoltà nei trasporti
Un'idea dei gravi problemi logistici che dovette affrontare fin dal primo giorno la nuova entità nazionale può essere fatta seguendo il difficoltoso tracciato seguito da Davis a partire dalla propria abitazione nel Mississippi per poter raggiungere la capitale provvisoria e ivi assumerne la presidenza il 16 febbraio.
Dalla sua piantagione sulla riva del Mississippi il percorso previde il trasporto su un piroscafo fino a Vicksburg, a seguire un tratto in treno in direzione di Jackson, poi una coincidenza fino a Grand Junction a Nord, nel Tennessee, quindi un terzo treno fino ad Est di Chattanooga e un quarto per giungere a Sud-est di Atlanta; indi verso Ovest per avvicinarsi al confine con l'Alabama, ove un treno finale lo condusse a Montgomery. Pur manifestando una notevole premura occorsero ben 5 giorni pieni.
Con il procedere del conflitto il sistema dei trasporti interni si fece molto più arduo. L'Unione occupò ben presto i corsi dei fiumi Tennessee e Mississippi, bruciando tralicci, ponti ferroviari e rendendo quasi del tutto impraticabili le poche strade ad ampia circolazione; il già fragile sistema ferroviario vacillò e ben presto crollò per la mancanza di riparazioni e mezzi di ricambio.
La Mobile and Ohio Railroad collegava il porto principale sudista di Mobile fino a Columbus nel Kentucky; lo storico James Doster riferisce che quando la guerra ebbe termine: "rimase solo 1/4 del materiale rotabile e questo era in pessime condizioni. Le officine di riparazione erano in rovina. La carreggiata di 184 miglia da Okolona a Union City fu danneggiata dal decadimento e dalla distruzione di ponti, tralicci, sopraelevate e stazioni di rifornimento per l'acqua".
Lo scalo portuale di Mobile rimase del tutto sottoposto al blocco dell'Unione e il mare circostante vide subito il netto predominio della Marina unionista, seppur alcune piccole e veloci imbarcazioni riuscissero periodicamente a forzarlo grazie ai corridori del blocco, i quali portavano con sé cibo, beni di lusso e munizioni in cambio di cotone.

### Debolezza economica
Al momento dello scoppio del conflitto l'economia statale mostrava già ampi segni di debolezza intrinseca e mano a mano che la guerra proseguiva non fece altro che declinare ulteriormente. Durante il periodo antebellico la maggioranza delle persone lavorava nel campo dell'agricoltura; la più grande industria rimaneva quella ferroviaria, seguita dai mulini per macinare il grano e dalle segherie.
Fino al 17% della popolazione bianca entrò in servizio militare effettivo, ma un tale risultato fu decisamente asimmetrico rispetto a una percentuale molto maggiore di giovani economicamente validi. Le colture complete piantate nel 1861 dovettero venire raccolte da chi era rimasto; ma già l'anno seguente sia la quantità che la qualità si rivelerà di molto inferiore alle aspettative iniziali.
Un gran numero di contee subirono inoltre la siccità nel 1862, il che ridusse ulteriormente la produzione e il relativo raccolto; nella Contea di Coosa la produzione di mais diminuì di 150.000 staia da un anno all'altro; 20 contee su 67 non furono in grado di produrre alcuna eccedenza. Ciò portò la fame in molte delle famiglie lasciate dai soldati, le condizioni di guerra resero infine assai difficile spostare le derrate alimentari dalle aree che ne avevano in eccedenza a quelle che invece soffrivano per la carenza.
La povertà di diffuse poi a macchia d'olio a causa della sempre peggiore situazione d'inflazione, soprattutto per quanto riguardava i prezzi alimentari e le materie prime: l'Assemblea legislativa si trovò costretta a fornire quai 12 milioni di dollari in fondi per la riduzione della povertà. Nel 1861 lo Stato registrò il 7% delle famiglie bianche come indigenti; l'anno dopo quello stesso dato era salito al 34% e nel 1863 al 39%.
Le difficili condizioni vissute dalle famiglie incoraggiarono molti soldati alla diserzione: una lista stilata nel novembre del 1864 mostra che circa 7.994 uomini avevano abbandonato le proprie unità militari terrestri.
In seguito i "tumulti del pane" colpiranno Mobile prima ad aprile e poi ancora a settembre del 1863. Nel 1864 "bande vaganti" di donne affamate presero a vagare per lo Stato supplicando elemosina e finanche rubando, incoraggiate da quanto scritto nel Levitico 23:22: lasciate dei margini di raccolto perché possano raccoglierli i poveri.

### Impegni militari
Lo Stato creò 5 reggimenti per l'Esercito unionista, 4 dei quali per le United States Colored Troops; le truppe secessioniste contavano invece su 65 reggimenti di fanteria, oltre a 16 di cavalleria e 3 di artiglieria, i quali combatterono contro il Governo federale rappresentato dalla presidenza di Abraham Lincoln. Un gran numero di unità irregolari vennero invece organizzate a livello locale.
L'Alabama rimase protetta contro le più importanti operazioni militari, tranne che per la battaglia della baia di Mobile (agosto 1864) e durante gli scontri finali della primavera successiva avvenuti con la battaglia di Spanish Fort prima e con la battaglia di Fort Blakely poi; l'ultimo grande impegno militare della guerra civile fu quest'ultima..
Complessivamente lo Stato contribuì con circa 120.000 uomini, praticamente l'intera popolazione bianca capace di usare un'arma; la maggior parte fu reclutata localmente e servì in raggruppamenti di uomini che per lo più si conoscevano tutti tra loro, rafforzando così lo spirito di corpo e i legami interpersonali.
Le condizioni mediche si rivelarono assai drammatiche; circa il 15% morì di una qualche malattia e il 10% in battaglia. L'Alabama ebbe rari centri ospedalieri ben attrezzati, anche se vi furono molte donne che si offrirono volontarie per curare malati e feriti; i soldati furono mal equipaggiati - specialmente dopo il 1863 - e spesso ricorsero al saccheggio dei morti per potersi procurare stivali, cinture, cibo, coperte, berretti, camicie e pantaloni.
Innumerevoli migliaia di schiavi operarono al servizio delle truppe confederate prendendosi cura dei cavalli e delle attrezzature, cucinando e facendo il bucato, occupandosi del trasporto delle provviste e aiutando negli ospedali da campo. Alcuni vennero adibiti alla costruzione d'installazioni difensive, specialmente quelle attorno a Mobile: riaprirono strade interrotte, ripararono ferrovie, guidarono carri merci e lavorarono nelle miniere e nelle fonderie di ferro e persino nelle fabbriche di munizioni.
Essendo stati ridotti in stato di schiavitù, il loro contributo si mantenne del tutto involontario, il lavoro svolto non venne mai retribuito, con conseguenze economiche le quali si riversarono sugli stessi padroni, costretti a cederli a tempo indeterminato: fu essenzialmente lavoro forzato. Circa 10.000 schiavi presero la via della fuga per riunirsi alle forze unioniste, assieme a oltre 2.700 bianchi rimasti fedeli all'Unione.
Saranno 39 gli alabamiani che raggiunsero il grado militare di generale o ammiraglio tra cui Raphael Semmes e Josiah Gorgas, "Chief of Ordnance"; quest'ultimò riattivò nuovi impianti di munizioni a Selma che impiegarono fino a 10.000 operai, fino a quando nel 1865 le fabbriche non furono incendiate. Il "Selma Arsenal" contribuì a rifornire la maggior parte delle truppe sudiste.
La "Selma Naval Ordnance Works" fabbricò pezzi d'artiglieria, giungendo a sfornare un nuovo cannone ogni 5 giorni; il "Confederate Naval Yard" costruì imbarcazioni e salì agli onori delle cronache per aver varato la CSS Tennessee per la difesa della baia di Mobile. Il "Selma's Confederate Nitre Works" procurò il nitro per la polvere da sparo, estratto dalle grotte calcaree. Quando le scorte calarono pericolosamente s'indussero tutti i civili a salvare il contenuto dei loro vasi da notte, poiché l'urina è una ricca fonte di azoto organico.
Il generale James Longstreet servì come comandante del II Corpo nell'Armata Confederata della Virginia Settentrionale, rimanendo sempre uno degli alti ufficiali maggiormente fidati di Robert Edward Lee: venne considerato il comandante di corpo di maggior successo su entrambi i lati del fronte. 

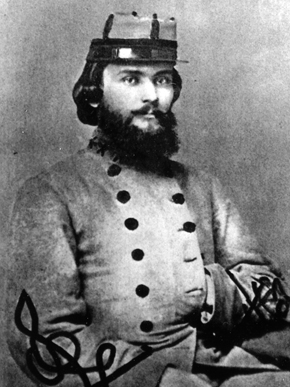
William Calvin Oates, futuro governatore dell'Alabama.

Un altro notevole ufficiale confederato dell'Alabama fu il colonnello William Calvin Oates; si rivelerà un comandante di valido aiuto nel corso dell'attacco a "Little Round Top" durante la battaglia di Gettysburg.
I soldati dello Stato combatterono in centinaia di scontri; le perdite sul campo di battaglia di Gettysburg ammontarono a 1.750 caduti, con un numero ancora maggiore di prigionieri di guerra o feriti: la celebre "Brigata dell'Alabama" ebbe 781 vittime. Nel 1863 le forze federali si assicurarono un forte punto d'appoggio nella regione settentrionale dell'Alabama, nonostante la vivace opposizione della cavalleria confederata guidata da Nathan Bedford Forrest.

## Mobile Bay
A partire dalla primavera del 1861 il blocco dell'Unione chiuse ai traffici commerciali la baia di Mobile e nell'agosto del 1864 le difese esterne della città di Mobile furono conquistate da una flotta della Marina dell'Unione nel corso della battagli della baia di Mobile. Il 12 aprile 1865, tre giorni dopo la resa di Robert Edward Lee di fronte a Ulysses S. Grant ad Appomattox Court House l'intero centro urbano si arrese definitivamente all'Union Army per evitare ulteriori distruzioni in seguito alle vittorie federali nella battaglia di Fort Spanish e nella battaglia di Fort Blakely.

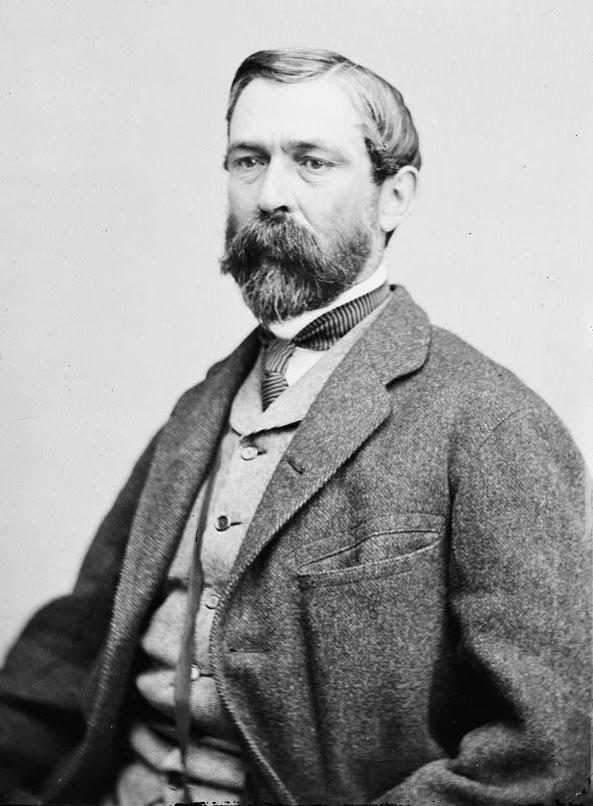
Foto di Richard Taylor.

La "Magee Farm" a Nord di Mobile fu il luogo in cui si stilarono gli accordi preliminari i quali porteranno alla resa delle ultime unità combattenti esercito dell'esercito confederato, posizionate ad Est del fiume Mississippi; il generale sudista Richard Taylor negoziò quindi un cessate il fuoco con Edward Canby il 29 aprile. Le residue forze secessioniste, comprendenti 47.000 truppe dislocate in Alabama, Mississippi e Louisiana, rappresentarono l'ultima formazione rimasta in armi ad Est del grande fiume.

## Occupazione della regione settentrionale
Dopo che vennero conquistate e messe in sicurezza le vie d'acqua del fiume Tennessee e del fiume Cumberland, le forze dell'Unione occuparono temporaneamente l'Alabama settentrionale, questo fino alla caduta di Nashville (nel febbraio del 1862), la quale permise il controllo permanente delle contee poste a Nord e ad Ovest del Tennessee, mentre il blocco navale esercitava una sempre maggiore pressione sulla parte meridionale dello Stato.

### Unionisti nel Nord dell'Alabama
Vi fu e operò un ristretto elemento lealista nel Nord dell'Alabama; ebbe sempre bisogno del sostegno militare unionista per poter continuare a sopravvivere. Da un lato, con la presenza delle truppe federali, anche gli unionisti del Sud poterono finalmente uscire allo scoperto ed unirsi all'esercito dell'Unione - sempre che lo desiderassero - e quindi tornare a prendersi cura delle proprie famiglie, fino a quel momento site in zone presidiate dai secessionisti.
D'altra parte le truppe dell'Unione raddoppiarono la quantità di distribuzione alimentare rispetto a quanto erano stati in grado di fare i confederati; coloro che si occuparono di ciò nel settentrione furono per la maggior parte gruppi di avventurieri aiutati e protetti dai lealisti: riuscirono per lo più ad accaparrarsi tutto il necessario di cui avevano bisogno, spesso facendo irruzione nelle fattore e nelle abitazioni precedentemente colpite e quindi abbandonate dai confederati.
Prima del sopraggiungere dei federati le reti locali di resistenza unionista si basarono su cellule sotterranee adibite a portare soccorso ai lealisti mediante finanziamenti, contatti, forniture e organizzazione politico-militare. Le reclute che aderirono ai reggimenti dell'Unione utilizzarono ampiamente a loro vantaggio la familiarità con la rete sociale e la geografia fisica del fronte interno per individuare, salvare e reclutare gli unionisti assediati rimasti alle spalle delle linee sudiste.
I lealisti ricevettero garanzie di sicurezza e un impiego se fossero stati in grado di fornire alle forze armate federali rifornimenti, informazioni, contatti e denaro; alcuni di questi si arruolarono, mentre altri rimasero semplici volontari; gli unionisti bianchi usarono l'esercito come strumento per sconfiggere le forze che minacciavano di distruggere l'unità nazionale, le proprie famiglie e case. L'unità militare terrestre più nota composta interamente da alabamiani lealisti fu il "1° Alabama Cavalry Regiment": dei 2768 bianchi che si arruolarono nell'Unione, 2.066 rientrarono a pieno servizio.
Questi partigiani unionisti furono motivati dal senso del dovere e dell'obbligo nei confronti della causa, oltre che dalla necessità di proteggere familiari e amici; furono anche motivati dal desiderio di vendetta per tutti i torti subiti durante la guerra fino a quando si trovavano nelle mani dei secessionisti. Le bande guerrigliere unioniste rimasero tipicamente abbastanza compatte, annoverando da 20 a 100 uomini.
Si organizzavano in modo largamente indipendente, ma genericamente associati tra loro e attivamente sostenuti dall'esercito dell'Unione; le loro missioni principali comprendevano lo spionaggio, l'esplorazione, la guida e il reclutamento dietro le linee nemiche, oltre che il combattimento anti-guerriglia a protezione delle forze e delle infrastrutture federali. 

### Donne
Il blocco navale non solo precluse l'esportazione, ma interruppe anche le più essenziali importazioni, tranne nei casi di successo ottenuto dai violatori dello stesso. Le donne si assunsero l'incarico di arrangiarsi; ridussero gli acquisti, tirarono fuori vecchie ruote girevoli e ingrandirono i loro giardini, seminandovi piselli e arachidi con l'intento di fornire vestiti e cibo.
Si misero ad utilizzare dei surrogati, quando ciò risultò essere possibile, ma mancò presto del tutto il vero caffè e fu assai difficile svilupparne un autentico gusto per i sostituti usati con okra e cicoria. Le famiglie rimasero gravemente limitate a causa dell'inflazione incontenibile, sia per il costo degli oggetti quotidiani che dalla forte carenza di cibo, dal foraggio per gli animali e per le forniture mediche ospedaliere.
Le donne dovettero per lo più gestire le proprietà che gli uomini si erano lasciati alle spalle; un altro dei ruoli essenziali da loro giocati fu la gestione degli schiavi domestici mentre i loro mariti si trovavano in guerra. Jonathan Wiener ha studiato i dati del censimento sulle piantagioni nelle contee della "Cintura nera" tra il 1850 e il 1870 ed ha scoperto che il conflitto non modificò in una maniera drastica le responsabilità e i ruoli femminili.
L'età media del marito salì quando le donne più giovani si sposarono con piantatori più anziani, tanto che il tasso di natalità diminuì bruscamente dal 1863 e il 1868 e poi durante la Ricostruzione; tuttavia egli ritiene che le proprietarie delle piantagioni non avessero maggiori probabilità di operarvi rispetto agli anni immediatamente precedenti né che si sia creata una generazione perduta di donne senza uomini.
Le donne unioniste collaborarono con le reti di comunicazione a lunga distanza e furono in grado di muoversi liberamente da una città all'altra, propriamente grazie al vantaggio rappresentato dal loro genere. Quando vennero a mancare i loro mariti fu spesso una lotta per la mera sopravvivenza, in quanto furono completamente ostracizzate dalle donne sudiste.
L'autrice Storey ha rilevato che la loro intensa lealtà nei confronti dei parenti, i vicini e la nazione intera rafforzò gli unionisti contro le pressioni ideologiche confederate, tanto che preferirono abbandonare il sistema schiavista e il loro relativamente alto status socioeconomico per rimanere fedeli all'Unione.

### Schiavi
Secondo la storica Margaret M. Storey "indipendentemente dall'ambivalenza dell'Unione nei confronti degli schiavi e della schiavitù, i neri e le donne in Alabama" videro nell'occupazione da parte del Nord la via più sicura verso la libertà.
Riguardo all'approvvigionamento e alla pratica della guerra dura, mentre alcuni schiavi e neri liberi "consideravano la perdita di beni subita trascurabile alla luce della sicurezza e delle opportunità aperte" per altri "l'occupazione federale portò loro la perdita anche di piccole proprietà e ciò significava una maggiore vulnerabilità, qualunque dei due popoli bianchi avesse alla fine vinto la guerra".

### Guerriglia confederata
Molti dei guerriglieri confederati del Nord dello Stato erano costituiti da reparti di cavalleria distaccati, usati con grande vantaggio per proteggere il fronte interno invece di servire nell'esercito principale. La missione della guerriglia filo-sudista fu quella di tentare di mantenere intatto l'ordine sociale e politico confederato.

### Fonti primarie
- (EN)  Cutrer, Thomas W. Oh, What a Loansome Time I Had: The Civil War Letters of Major William Morel Moxley, Eighteenth Alabama Infantry, and Emily Beck Moxley (University of Alabama press, 2002).
- (EN)  Hague, Parthenia Antoinette. A blockaded family: life in southern Alabama during the Civil War (U of Nebraska Press, 2008 reprint of 1888 memoir)
- (EN)  Linden, Glenn M. e Virginia Linden. 2007. Disunion, War, Defeat, and Recovery in Alabama: The Journal of Augustus Benners, 1850-1885. Macon, GA: Mercer University Press.
- (EN)  MacMillan, Malcolm, e C. Peter Ripley, a cura di, The Alabama Confederate Reader: An Exciting Story of the Civil War in Alabama (1992)
- (EN)  Severance, Ben H. Portraits of Conflict: A Photographic History of Alabama in the Civil War (2012)